# Arheološko nalazište Korito rijeke Rude i Cetine u Trilju
Arheološko nalazište Korito rijeke Rude i Cetine u Trilju, arheološko nalazište u Trilju.

## Opis
U koritu rijeke Cetine u Trilju (od utoka rijeke Rude u Cetinu oko 700 m uzvodno od triljskog mosta do negdašnjeg otočića na Cetini oko 300 m nizvodno od mosta) pronađen je veliki broj dragocjenih arheoloških predmeta koji pripadaju različitim vremenskim razdobljima (prapovijest, antika i srednji vijek). Najveća koncentracija nalaza je na položaju Velikog i Malog Drinića i na utoku Rude u Cetinu. Najbrojniji nalazi su iz prapovijesti i antike: mačevi, noževi, koplja ,sjekire, ukrašeni umbo štita, šljemovi, nakit, novac, keramički ulomci, brončane posude i dr. Podrijetlo arheoloških predmeta u koritu rijeke Cetine još nije utvrđeno.

## Zaštita
Pod oznakom RST-1380 zavedeno je kao nepokretno kulturno dobro - pojedinačno, pravna statusa zaštićena kulturnog dobra, klasificirano kao "arheološka baština".